# Epiphaxum septifer
Epiphaxum septifer är en korallart som beskrevs av Bayer 1992. Epiphaxum septifer ingår i släktet Epiphaxum och familjen Lithothelestidae. Inga underarter finns listade i Catalogue of Life.